# Segunda batalla de Al Tabqa
La segunda batalla de Al Tabqa (2017) fue una operación que forma parte de la ofensiva de Raqa (2016-presente), llamada Operación Ira de Éufrates, de las Fuerzas Democráticas Sirias (FDS) contra el Estado Islámico (ISIL) los combates tuvieron lugar alrededor de la presa de Tabqa y en el campo de al-Thawrah (Tabqa). El objetivo de la operación era que el FDS capturar la presa de Tabqa, la ciudad de al-Thawrah, la base aérea de Tabqa y el campo circundante capturado por el Daesh. Logrando el objetivo el 10 de mayo de 2017.

## Antecedentes

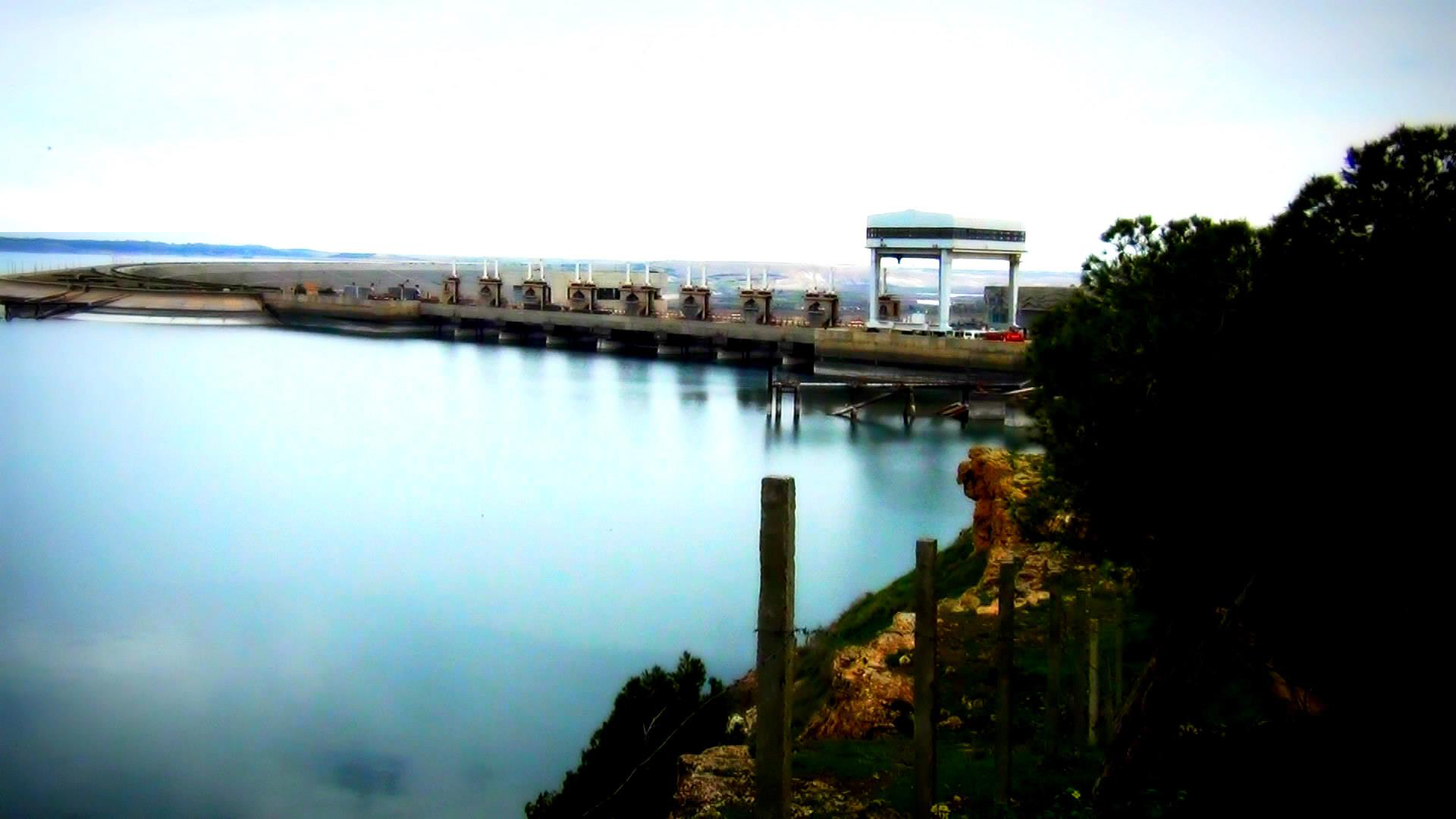
La presa de Tabqa en 2014

El FDS, moviéndose para tomar la ciudad de Al Raqa se colocó y rodeo la ciudad de Tabqa como parte de la segunda fase de la operación militar. Sin embargo, como parte de esto, encontraron que Daesh había cavado alrededor de la presa de Tabqa, al oeste de la ciudad de Raqqa. Debido a la fragilidad y la importancia estratégica de la presa, las Fuerzas Democráticas Sirias no podía moverse inmediatamente sobre la presa, y había preocupaciones de que podría destuirse y causar inundaciones.  había Daesh amenazado con abrir las compuertas si se atacaba la presa, lo que destruiría muchas aldeas río abajo.

### Ataque Inicial
A finales de enero de 2017, se informó que varios militantes de se Daesh escondían dentro de la estructura de la presa de Tabqa, con altos líderes del grupo yihadista que solían ser "prisioneros muy importantes" buscados por Estados Unidos y varios otros países, Posible ataque de la coalición dirigida por Estados Unidos sobre estos objetivos.
En enero de 2017, las Fuerzas Especiales de Estados Unidos cruzaron el Río Éufrates en incursiones anfibias, incluyendo la incursión contra el Daesh fuerzas combinadas de las Fuerzas Democráticas Sirias y Fuerzas Especiales del Ejército de los Estados Unidos en la presa de Tabqa y la cercana ciudad de Al Thawrah. Después de las incursiones, Daesh contraatacó las posiciones, Fuerzas Democráticas Sirias pero los contraataques fueron repelidos en gran medida.

## Ofensiva

### Asalto a la Presa y Base Aérea

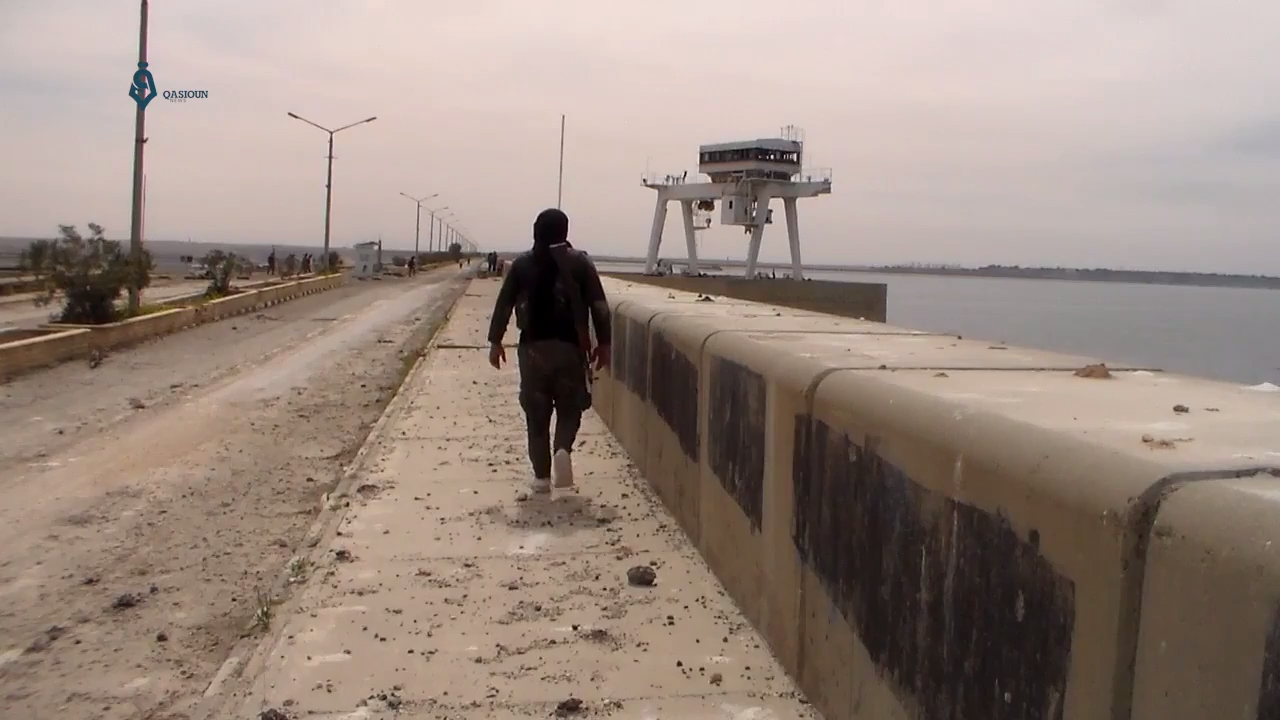
Combatientes de las Fuerzas Democráticas Sirias cerca de la Presa de Tabqa

El 22 de marzo, el FDS comenzó un asalto para capturar la presa de Tabqa, la ciudad de al-Thawrah (Tabqa) y la base aérea de Tabqa. 500 combatientes FDS y 500 Fuerzas Especiales de Estados Unidos de fueron Coalición Internacional Contra Estado Islámico transportados por aire por helicópteros del ejército de los Estados Unidos a través del Río Éufrates y el Buhayrat al Asad, y se dejaron caer en la Península de Shurfa al oeste de la ciudad de Tabqa. El ataque fue apoyado por la artillería de la marina de Estados Unidos, así como el apoyo aéreo.

Las fuerzas de FDS y de los EE. UU. también aterrizaron en la isla de Jazirat al-'Ayd (o península) al oeste de la presa de Tabqa, capturándola también. Un portavoz de la coalición anti-daesh anunció que el avance había cortado la autopista que une las provincias de Alepo, Deir ez-Zor y Raqqa. Agregó que alrededor del 75-80% de la fuerza atacante estaba formada por combatientes árabes, siendo el resto los kurdos. El FDS indicó que el avance también se significó para bloquear cualquier avance en Raqqa por el Ejército Árabe Sirio por el oeste.
La operación fue descrita por el portavoz del Pentágono, Eric Pahon como una gran ofensiva de alta prioridad para asegurar el área, tanto en torno Tabqa y la presa de Tabqa. El transporte aéreo de fuerzas militares detrás de las líneas enemigas permitió a FDS y a las fuerzas estadounidenses cortar el camino a Raqqa desde el oeste. También fueron capturados cuatro pueblos como parte del desembarco anfibio. Según los EE. UU., el 80% de los combatientes en el puente aéreo eran árabes, y el resto eran Kurdos de las Unidades de Protección Popular y Unidades Femeninas de Protección.
La prensa de la coalición anunció que el asalto sería una operación compleja en la que participarían las tropas kurdas y los FDS, tanto en el aire como en los ataques anfibios. Se creía que la presa y el área general estaban en manos de cientos de combatientes del Daesh, muchos de ellos combatientes extranjeros.
El 24 de marzo, la portavoz de FDS Jihan Sheikh Ahmed anunció que habían llegado a la presa de Tabqa, y estaban luchando con Daesh en su entrada.
El asalto militar a la represa fue encabezado por los combatientes de FDS que fueron apoyados por las fuerzas especiales de la operación de Estados Unidos. También se informó de que el FDS había capturado ocho aldeas al suroeste de la ciudad de Tabqa. Amaq por su parte afirmó FDS se había retirado de la presa. Jabhat Thuwar al-Raqqa afirmó en línea que el FDS había capturado la base aérea de Tabqa; Sin embargo, Al-Masdar News declaró que el FDS la noticia esta fabricada.
El 26 de marzo, el FDS capturó dos aldeas al este de Tabqa. También se informó que Daesh bombardeaba los alrededores de la presa de Tabqa con armas pesadas.
El mismo día, Estado Islámico afirmó que la Presa de Tabqa estaba al borde del colapso y que todas las compuertas estaban cerradas. Se informó que la presa se había vuelto inoperable, lo que Daesh afirmaba que se debía a los bombardeos de la Coalición y los ataques de la artillería, aunque el Observatorio Sirio para los Derechos Humanos declaró que las razones reales eran desconocidas, agregando que el Daesh todavía tenía el edificio principal y turbinas.
Las Fuerzas Democráticas Sirias negó sin embargo que había sido atacado, mientras que el grupo RISBS (Raqqa está en silencio siendo sacrificada) declaró que el Daesh estaba informando a los civiles huian alrededor de la presa estaba a salvo.Además, la Coalición liderada por Estados Unidos declaró que la presa de Tabqa estaba estructuralmente sólida y que la represa no había sido atacada por ningún ataque aéreo. También señalaron que el FDS controlaba un vertedero de emergencia en la parte norte de la presa, que podría utilizarse en caso de emergencia.El mismo día, el portavoz de FDS, Talal Silo, anunció que FDS había asaltado el aeropuerto militar de Tabqa y había tomado entre sesenta y setenta por ciento de la misma.
Más tarde anunciaron que habían capturado completamente la base aérea de Al-Tabqa, después de una batalla de 24 horas. Se informó que los combatientes del Daesh estacionados en la base aérea de Tabqa se habían retirado hacia el norte, a la ciudad de Tabqa. Además, las fuerzas del FDS capturaron dos aldeas cerca de la base aérea durante el avance.
Se informó que el Estado Islámico había revertido una orden de evacuación anterior en Raqqa, afirmando que la presa estaba segura y ordenó a los civiles que permanecieran en la ciudad. Un día más tarde sin embargo FDS anunció que estaban haciendo una pausa temporalmente su ofensiva para la presa.
Más tarde, una portavoz de la FDS anunció que los ingenieros a los que se les había permitido verificar la presa y sus operaciones no hallaron daños ni mal funcionamiento El 28 de marzo, el Estado islámico desplegó otros 900 combatientes al Distrito de Tabqa, en un intento por detener los avances de las Fuerzas Democráticas Sirias.

### Sitio de la ciudad de Al-Tabqa

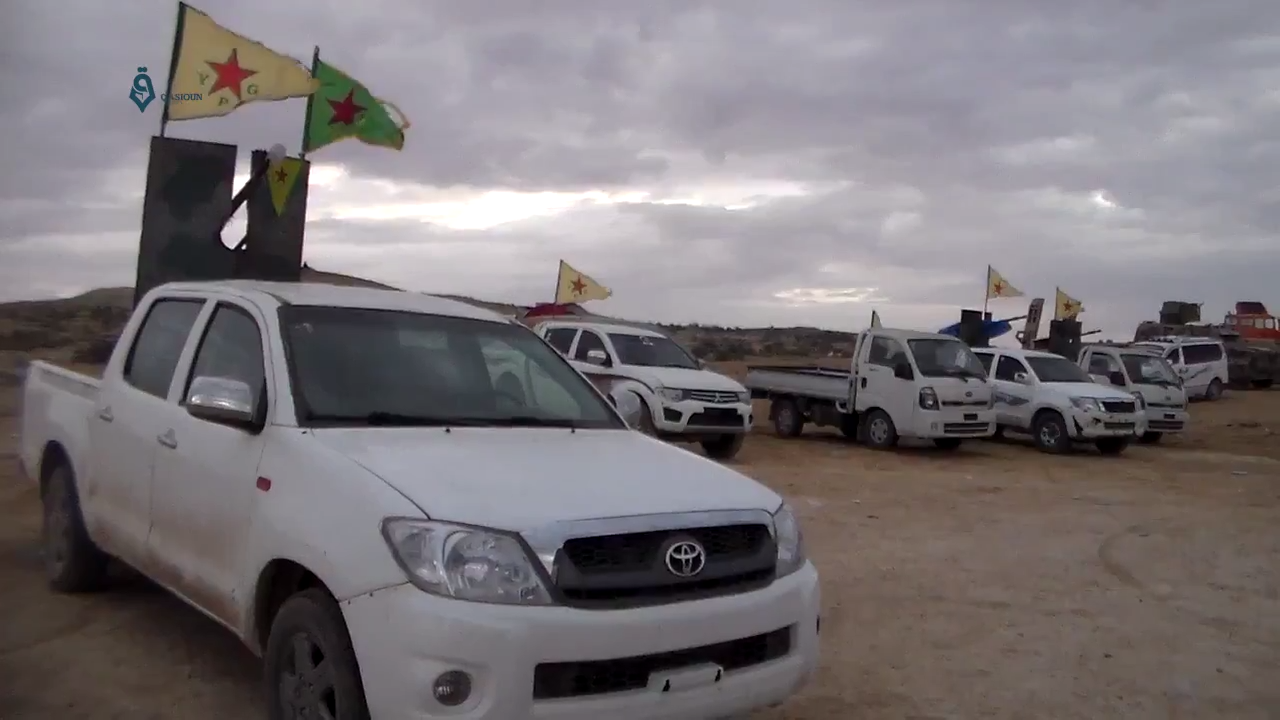
Toyota Hilux y otros Vehículos artillados cerca de Tabqa con banderas de las Unidades de Protección Popular y Unidades Femeninas de Protección

El 29 de marzo, el FDS cortó la carretera entre la ciudad de al-Thawrah (Tabqa) y Raqqa. El FDS declaró que DAESH había bombardeado la presa de Tabqa durante el día, causando que los trabajos de reparación fueran detenidos temporalmente. El 31 de marzo, las fuerzas de FDS atacaron la ciudad de Al-Safsafah, al este de Tabqa, casi sitiando la ciudad.
El FDS y algunos activistas declararon el 2 de abril que había rechazado un contraataque importante del Estado Islámico al noreste de la ciudad de Tabqa, cerca de la presa de Tabqa, y cerca de la base aérea de Tabqa. También continuaron avanzando en aldeas al este de la ciudad de Tabqa.
El mismo día, se informó que FDS había sitiado completamente la ciudad de Al-Thawrah (Tabqa), con activistas kurdos indicando que dos unidades de FDS se unieron al este de la ciudad.
El Observatorio Sirio para los Derechos Humanos, sin embargo, declaró que todavía estaban tratando de asediar la ciudad.  Los combatientes de FDS continuaron luchando por Safsafah e Ibad, al día siguiente, para rodear completamente a Tabqa.
El 3 de abril, se informó que DAESH estaba en el proceso de trasladar su capital de la ciudad de Raqqa a Mayadin, en la gobernación de Deir ez-Zor. Esto siguió a meses de reubicación gradual de recursos y altos líderes del Daesh de Raqqa a Mayadin.   FDS entró y sitió a Safsafah el 5 de abril, asediando también la ciudad de Tabqa mientras afirmaba que también había tomado el control de una parte importante de Safsafah. 

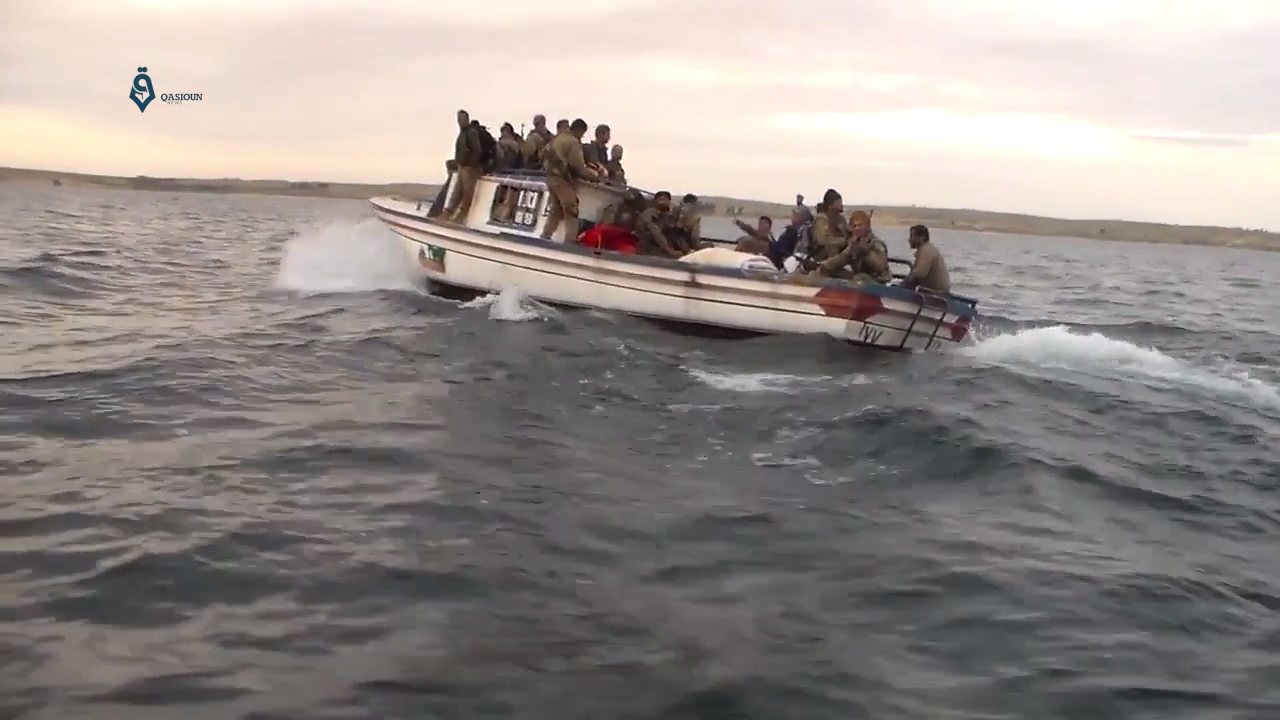
Botes de las Fuerzas Democráticas Sirias en el Lago Asad

El pueblo fue capturado al día siguiente, resultando que las Fuerzas Democráticas Sirias rodearan completamente la ciudad de Tabqa.
El FDS capturó el pueblo de Ibad, al este de Safsafah, el 9 de abril, ampliando aún más su control en el campo oriental de Tabqa, mientras que más de 25 combatientes del Estado islámico fueron asesinados en los enfrentamientos.
El Estado Islámico también lanzó contraataques sin éxito en Safsafah, mientras que también atacaba la Base Aérea de Al-Tabqa. El FDS capturó otro pueblo cerca de Tabqa al día siguiente.]
El 11 de abril, la Coalición liderada por Estados Unidos informó que los SDF habían capturado el 60% de la presa de Tabqa, y que estaban "muy cerca" de liberar la presa.
El 13 de abril, los militares de los Estados Unidos declararon que la Coalición Internacional Contra Estado Islámico había bombardeado una posición de combate del FDS cerca de Tabqa, ya que se identificó erróneamente como perteneciente al ISIL. Agregó que los ataques aéreos resultaron en la muerte de 18 combatientes de FDS.

### Batalla en la Ciudad

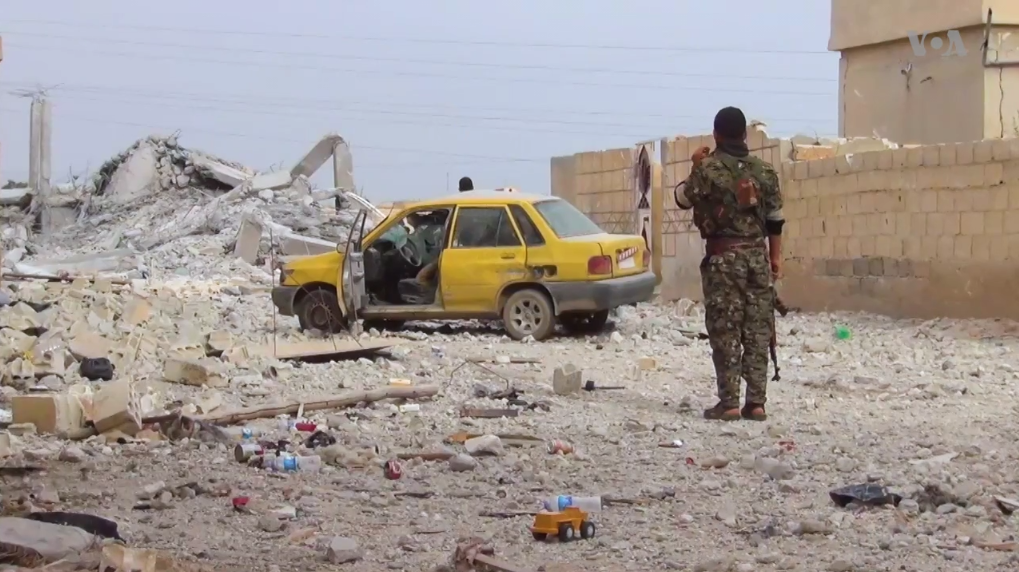
Combatiente de las Fuerzas Democráticas Sirias en Tabqa.

El 15 de abril, el FDS avanzó a "cientos de metros" de Tabqa, y los combates alcanzaron dos suburbios de la ciudad. Más tarde, el mismo día, el FDS entró al-Thawrah (ciudad de Tabqa) desde el este y el oeste, capturando todo el suburbio de Alejandría en el sur de Tabqa, llevando el 15% de la ciudad bajo control FDS.
El 17 de abril, el FDS avanzó más lejos, trayendo el 20% de la ciudad de Tabqa bajo su control. Tamb ién el 17 de abril de 2017, se anunció que 200 combatientes del Consejo Militar de Manbij participarían en esta parte de la batalla. El 18 de abril, el FDS capturó la estación de radio del Estado Islámico en la ciudad. En las os días siguientes, Fuerzas Democráticas Sirias deecidió acelerar sus operaciones en Tabqa y el 22 de abril logró asegurar un cuarto de la ciudad, se movilizaron 200 soldados de refuerzo de las facciones Northern Sun Battalion, Liwa Jund al-Haramayn y del Euphrates Liberation Brigade.
El 24 de abril las SDF contralan la totalidad el barrio de Wahab al sur de la ciudad, Al-Fa'il y la isla de Al-Wa'd cerca de la represa. El 28 de abril las SDF capturaron los barrios de AlNababla y Zahra.
FDS avanzó en la ciudad de Tabqa otra vez el 30 de abril. Afirmó que había capturado otros seis distritos Al Mahaja, Al Busaraba, Abu Aish, Assyrian Church, Al Qasra, Al Mashar y que Daesh sólo controlaba la parte norte de la ciudad cerca de la presa de Tabqa.
Observatorio Sirio para los Derechos Humanos declaró que FDS controlaba al menos el 40% de la ciudad, incluyendo más de la mitad del área de la Ciudad Vieja. Más tarde, el mismo día, se informó que la FDS había capturado al menos el 60% de la ciudad.
Las Fuerzas Democráticas Sirias(FSD), una alianza armada liderada por milicias kurdas y apoyada por EE. UU., controlan el 80% de la ciudad de Tabqa el 1 de mayo.
El 1 de mayo las SDF empujaron a Daesh de los distritos antiguos de la ciudad replegándose en los barrios Ishtirakiyah, Hurriyah y Wahdah, en la noche las defensas colapsan y huyendo también de Ishtirakiyah, tomando el 90% de la ciudad.
El 2 de mayo FDS declaró que había capturado aproximadamente el 90 por ciento de la ciudad en medio de informes de negociaciones entre combatientes kurdos y el para Estado Islámico permitir que éste se retirara de las áreas restantes bajo su control. Para el 3 de mayo, FDS casi había capturado toda la ciudad, excepto en una pequeña zona norte y distrito cerca de la presa.
Daesh también llevó a cabo contraataques en y cerca de Tabqa.  Más tarde se informó de que se había llegado a un acuerdo para permitir que los combatientes restantes de se Daesh retiraran de la ciudad, así como de la presa. Las Fuerzas Democráticas Sirias y sus comandantes, sin embargo, negaron que se hubiera llegado a un acuerdo, y agregaron que aún persisten enfrentamientos contra Daesh en un pueblo cerca de Tabqa y los tres distritos del norte de la ciudad, incluyendo a algunos militantes que se escondían entre civiles
El 7 de mayo las SDF anuncian la liberación el hospital en la que varios miembros de Daesh se había atrincherado.

## Fin de la Batalla

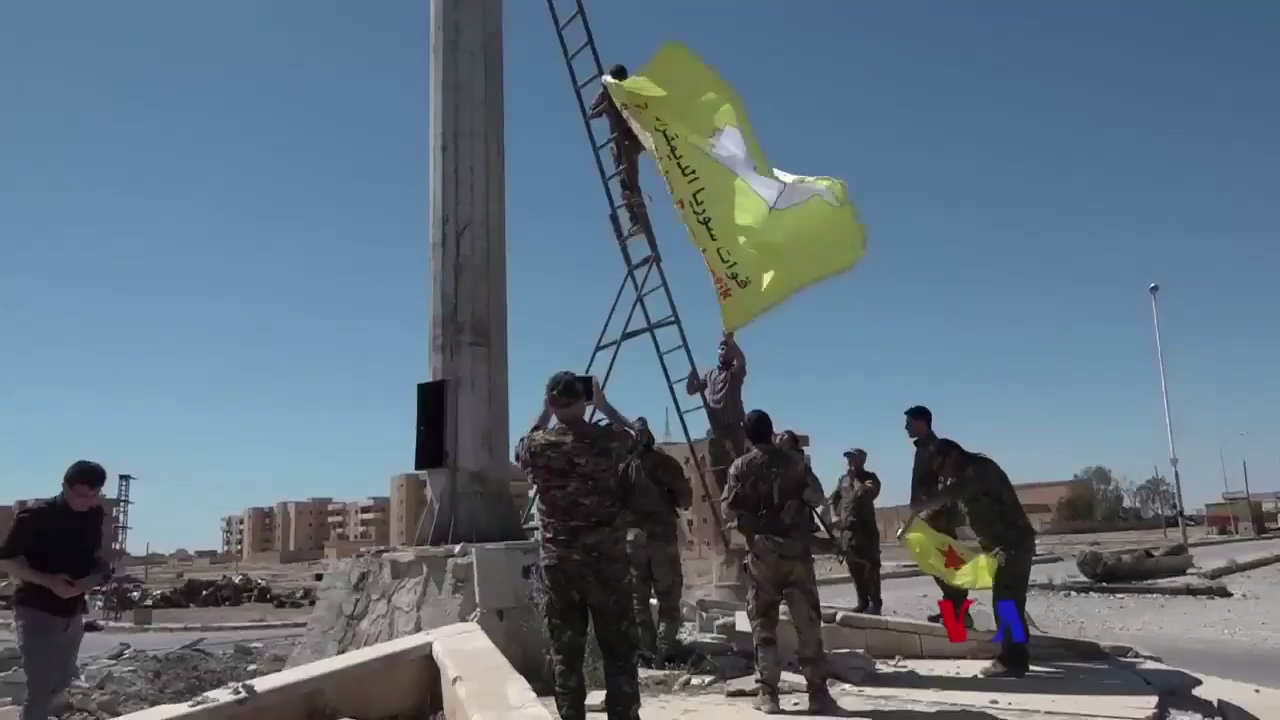
Combatientes de las Fuerzas Democráticas Sirias izando su bandera en Tabqa.

El 10 de mayo de 2017 las FDS anunciaron haber arrebatado a Daesh la ciudad de Tabqa situada a 40 km al oeste de Al Raqa, proclamada capital de su "califato" en Siria.La toma de Tabqa es parte de la operación Ira del Éufrates que las Fuerzas Democráticas Sirias, integradas en su mayoría por las milicias kurdas, lanzaron en noviembre de 2016 para expulsar a los yihadistas de Al Raqa.Combates continua alrededor y cercanías de la ciudad pero han sido replidos.
El 11 de mayo la CJTFOIR (coalición internacional) anuncia formalmente la captura de Tabqa y la represa.

## Enlaces
- batalla de tabqa de 2017 en Wikipedia de inglés
- Batalla de Al Tabqa
- Presa de Tabqa